# Pi Recordings
Pi Recordings ist ein Musiklabel für Jazzmusik mit Sitz in New York, das 2001 von Seth Rosner gegründet wurde. Auf dem Label werden überwiegend Werke von Musikern veröffentlicht, die dem Creative Jazz zugerechnet werden.

## Das Label
Pi Recordings wurde von Rosner als damaliger Manager von Knitting Factory Works gegründet, um Aufnahmen Henry Threadgills zu veröffentlichen. Seit 2002 wird er von Yulun Wan als Partner unterstützt.
Das deutsche Jazzmagazin Jazz thing wählte die Pi-Aufnahmen von Henry Threadgills Band Zooid (This Brings Us To, Vol. 1) und vom Steve Lehman Octet (Travail, Transformation, and Flow) zu den beiden erstplatzierten besten Jazzveröffentlichungen des Jahres 2009. Zehn Jahre nach Gründung des Labels konnte mit Jen Shyu erstmals eine Frau auf dem Label veröffentlichen.

## Veröffentlichungen (Auswahl)
- Pi 01: Henry Threadgill — Everybodys Mouth’s a Book
- Pi 02: Henry Threadgill — Up Popped the Two Lips
- Pi 03: Roscoe Mitchell — Song for My Sister
- Pi 04: Wadada Leo Smith — The Year of the Elephant
- Pi 05: Fieldwork — Your Life Flashes
- Pi 06: Wadada Leo Smith & Anthony Braxton — Organic Resonance
- Pi 07: Art Ensemble of Chicago — The Meeting
- Pi 08: Liberty Ellman — Tactiles
- Pi 09: Vijay Iyer & Mike Ladd — In What Language?
- Pi 10: Wadada Leo Smith & Anthony Braxton — Saturn, Conjunct the Grand Canyon in a Sweet Embrace
- Pi 11: Art Ensemble of Chicago — Sirius Calling
- Pi 12: Various artists — Juncture
- Pi 13: Revolutionary Ensemble — And Now…
- Pi 14: Rudresh Mahanthappa — Mother Tongue
- Pi 15: Marc Ribot — Spiritual Unity
- Pi 16: Fieldwork — Simulated Progress
- Pi 17: Steve Lehman — Demian as Posthuman
- Pi 18: James Blood Ulmer — Back in Time
- Pi 19: Liberty Ellman — Ophiuchus Butterfly
- Pi 20: Art Ensemble of Chicago — Non-Cognitive Aspects of the City
- Pi 21: Rudresh Mahanthappa — Codebook
- Pi 22: Muhal Richard Abrams, George Lewis und Roscoe Mitchell — Streaming
- Pi 23: Muhal Richard Abrams — Vision Towards Essence
- Pi 24: Amir ElSaffar — Two Rivers
- Pi 25: Steve Lehman — On Meaning
- Pi 26: Fieldwork — Door
- Pi 27: Marc Ribot — Party Intellectuals
- Pi 29: Corey Wilkes — Cries from tha Ghetto
- Pi 31: Henry Threadgill — This Brings Us to Volume I
- Pi 36: Henry Threadgill — This Brings Us to Volume II
- Pi 43: Henry Threadgill — Tomorrow Sunny / The Revelry, Spp
- Pi 46: David Virelles — Continuum
- Pi 53: Marc Ribot — Live at the Village Vanguard
- Pi 54: Steve Lehman — Mise en Abîme
- Pi 55: Hafez Modirzadeh — In Convergence Liberation
- Pi 57: Steve Coleman — Synovial Joints
- Pi 58: Henry Threadgill — In for a Penny, In for a Pound
- Pi 64: Henry Threadgill — Old Locks and Irregular Verbs
- Pi 170: Tyshawn Sorey — Verisimilitude
- Pi 73: Henry Threadgill — Dirt...and More Dirt
- Pi 75: Henry Threadgill — Double Up, Plays Double Up Plus
- Pi 80: Art Ensemble of Chicago — We Are on the Edge: A 50th Anniversary Celebration
- Pi 82: Steve Lehman — The People I Love
- Pi 85: Liberty Ellman — Last Desert
- Pi 81: Matt Mitchell — Phalanx Ambassadors
- Pi 87: Hafez Modirzadeh — Facets
- Pi 90: Matt Mitchell & Kate Gentile — Snark Horse
- Pi 93: Miles Okazaki – Thisness
- Pi 96: Tyshawn Sorey Trio  – The Off-Off Broadway Guide to Synergism
- Pi 97: Henry Threadgill Ensemble – The Other One
- Pi 98: Tyshawn Sorey Trio – Continuing
- Pi 101: Luke Stewart’s Silt Trio – Unknown Rivers
- Pi 104: Tyshawn Sorey – The Susceptible Now
- Pi 106: Steve Lehman Trio + Mark Turner – The Music of Anthony Braxton
- Pi 133: Steve Coleman and Five Elements – Harvesting Semblances and Affinities
- Pi 138: Steve Coleman and Five Elements – The Mancy of Sound
- Pi 140: Steve Coleman and Five Elements – Functional Arrhythmias
- Pi 157: Steve Coleman and Five Elements – Synovial Joints
- Pi 159: Steve Coleman and Five Elements – Morphogenesis

+ Pi 180: Art Ensemble of Chicago – We Are on the Edge: A 50th Anniversary Celebration